# نپالی‌ها
نپالی‌ها یا نپالی به شهروندان جمهوری دموکراتیک فدرال نپال و مردمان نپالی‌تبار اطلاق می‌شود. شهروندان نپال را اکثراً نپالی‌ها و دیگر قومیت‌ها و نژادهای ساکن در این کشور تشکیل می‌دهند.
نپالی‌ها از اعقاب مهاجران هند، تبت و بخش‌هایی از برمه و یون‌نان هستند.

## نگارخانه

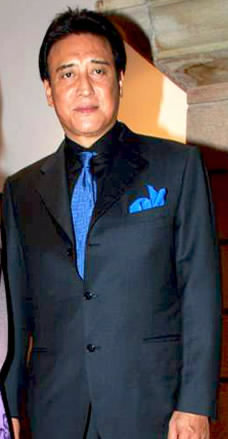
دنی دنزونگپا هنرپیشه نپالی‌تبار هندی
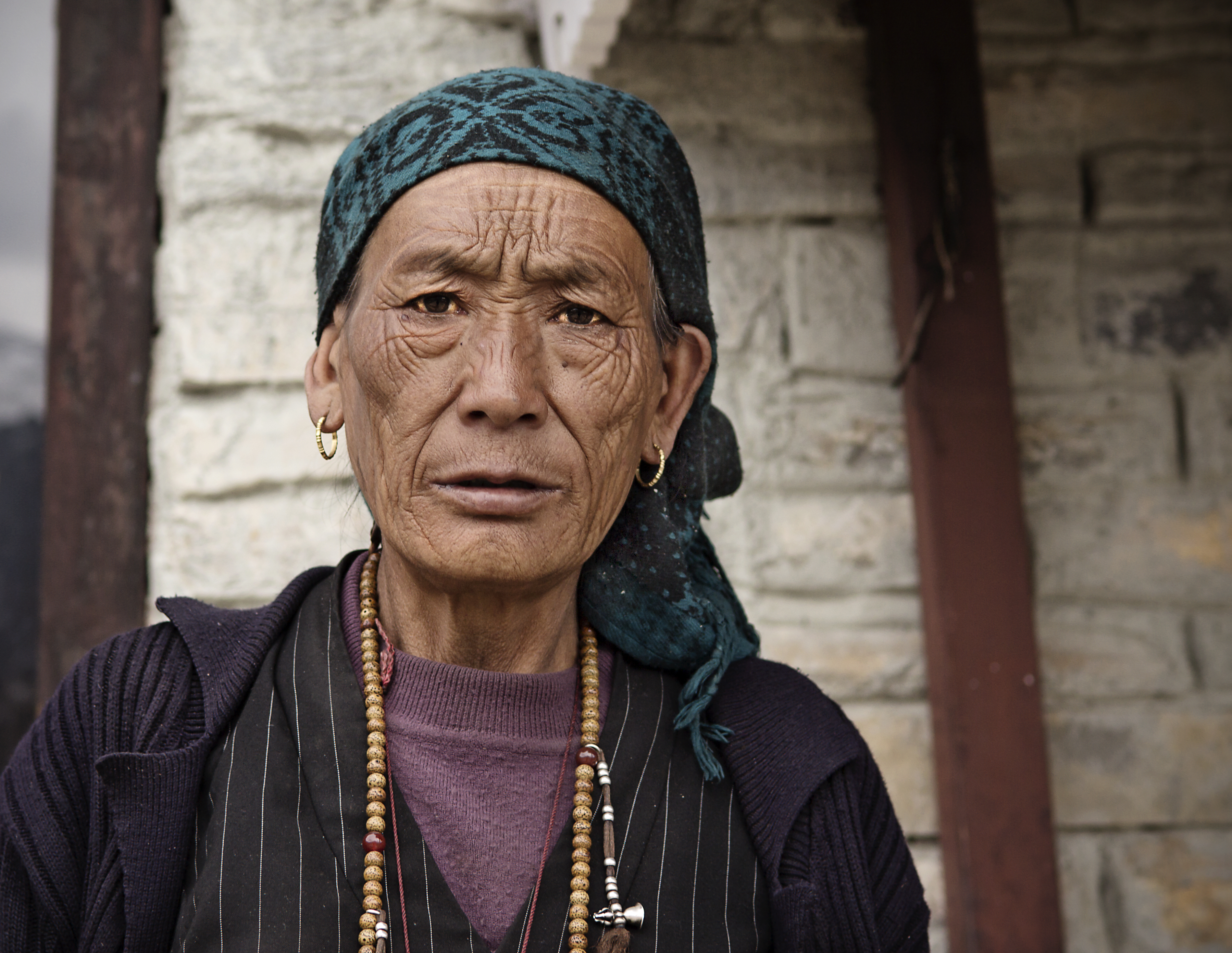
پیرزن نپالی
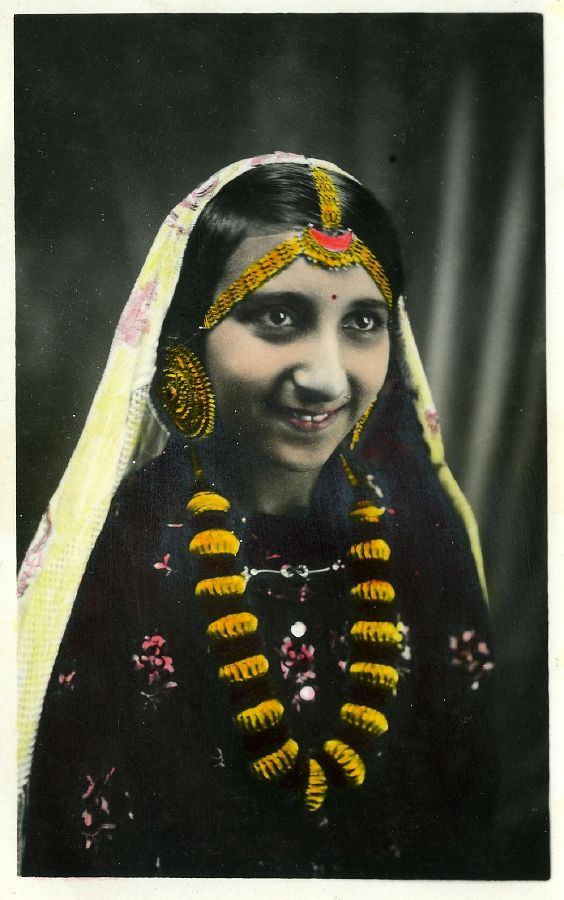
خانم نپالی در لباس سنتی در ۱۹۰۰ (میلادی)
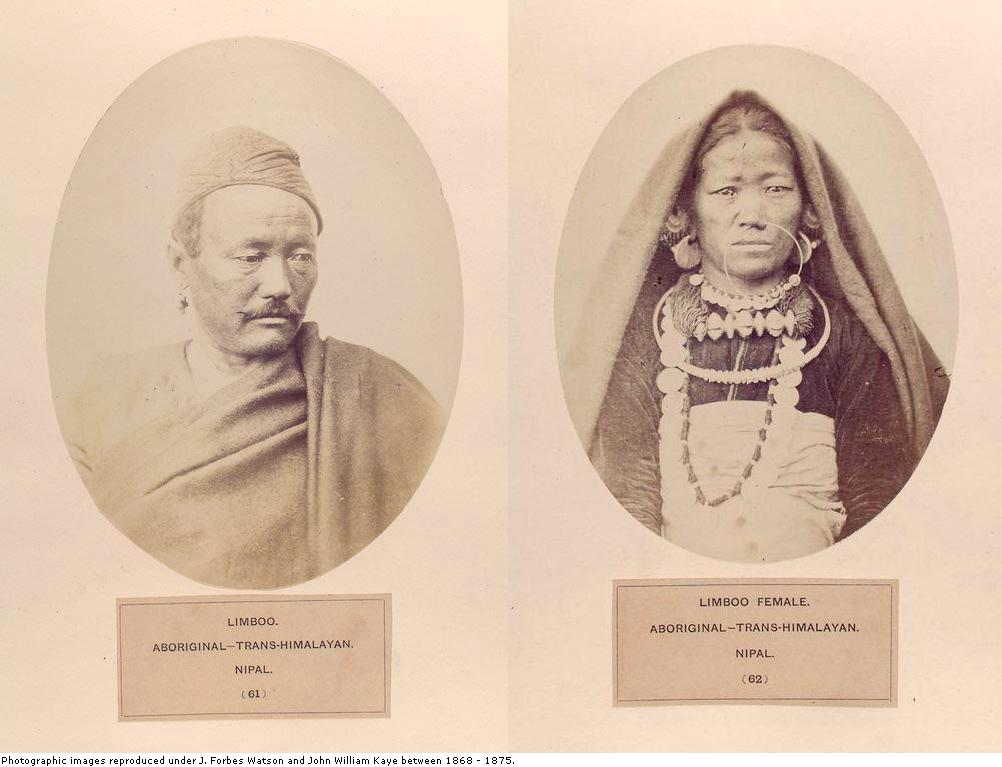